# 聖剣伝説DS CHILDREN of MANA
『聖剣伝説DS CHILDREN of MANA』（せいけんでんせつDS チルドレン オブ マナ）は、2006年3月2日にスクウェア・エニックスから発売されたニンテンドーDS用アクションロールプレイングゲーム。聖剣伝説シリーズの外伝。

## システム
今までのシリーズとは一線を画しており、フィールドマップが存在せず町は世界にひとつしかない。カーソルひとつでダンジョンに赴き、自動生成されるダンジョン（正確には自動生成ではなくいわゆるランダムシャッフルダンジョンである〈一部の配置などは変わる〉）の中の各階に隠されている「光のしずく」を「光の泉」でかざすことによって次の階層に進んでいく。
ジェムという新しいシステムが加わっており、装備することでステータスやアクション、経験値や敵のアイテムドロップ率などが変化する。
主人公は4人の中から一人を選択するシステムとなっているが、『聖剣伝説3』のように各々にストーリーやエンディングが存在するわけではなく、武器やアクションにも変化はない。ニンテンドーDSの通信機能を利用した、最大4人でのマルチプレイが可能。
魔法のシステムも変化しており、一度に連れていける精霊は1体のみ（変更は町でのみ可能）で、Bボタンで精霊を召喚。そのまま放っておくと攻撃魔法、触れるとサポート魔法が発動する。
なお、ダンジョン中は基本的に4フロア分クリアするごとに一旦リザルト画面に入り、そこでしかセーブや装備の付け替え等ができない。ボスフロアの前は必ずリザルト画面に入る。ボスを倒した後のリザルト画面で合計ポイントが決まり、それによってランクも決まる。ランクがよければいいアイテムが手に入る。リザルト画面のポイントは、そのフロア間（ボス戦後は全フロア間）の所要時間・倒した敵の数・開けた宝箱の数によって決まる。

### 武器
武器の種類はソード、フレイル、ボウ、ハンマーの4種類。主に「通常攻撃」、溜め押しの「特殊攻撃」、FEVER発動中の溜め押し「必殺技」の3種類を使用する。またこれらは該当するレッドジェムを装備することでそれぞれパワーアップが可能になっている。
ゲームスタート時はどの主人公でもソードだけだがゲーム進行に合わせて使える武器が増えていく。武器の持ちかえはリングコマンドで行う。
ソード
手数が多い。
- 入手時期：初めから所持。
- 通常攻撃：「連続斬り」目の前を斬りつける。3回まで連続で斬りつけることが可能。
- 特殊攻撃：「ガード」防御態勢をとり、受けるダメージを減らす。飛び道具の攻撃をそのまま反射させて敵を攻撃することも可能。
- 必殺技：「スライディング突き」剣を構えて突撃する。

フレイル
周囲の敵を同時に攻撃できる。
- 入手時期：マナの塔クリア後。
- 通常攻撃：「振り回し」自分の周囲を攻撃する。攻撃を受けた敵は外にはじかれ、他の敵やオブジェクトにぶつけて攻撃することが可能。
- 特殊攻撃：「引き寄せ」前方に射出し前方のアイテムをこちらに引き寄せたり、壁にくっつけて移動したりすることが可能。
- 必殺技：「大回転」振り回しよりリーチの長い範囲を攻撃する。

ボウ
最も射程が長い。オブジェクトの破壊はできない。
入手時期：星の湖クリア後。
- 通常攻撃：「ボウ」照準めがけて矢を放つ。照準は自動である程度敵を捕捉する。
- 特殊攻撃：「音符」弓を竪琴に見立てて音符を飛ばす。音符にの近くにいる敵や音符が当たった敵を一定時間足止めすることができる。
- 必殺技：「串刺しショット」貫通する弓を扇状に数発発射する。

ハンマー
一発の威力が大きい分隙がある。他の武器では壊せないオブジェクトも壊せる。
- 入手時期：赤き砂の砂漠クリア後。
- 通常攻撃：「スイング」横向きに振る。当たった敵はピンボールのように弾かれ、周囲のキャラクターやオブジェクトにダメージを与える。
- 特殊攻撃：「振り下ろし」ハンマーを地面に叩きつける。周囲の敵を衝撃で吹っ飛ばしたり、地面の棘を壊したり押し込んだりすることも可能。
- 必殺技：「振り回し」連続で回転しながらハンマーを振り回す。

### ジェム
ゲーム中に入手できるジェムと呼ばれる宝石のようなものをマナフレームという枠にはめ込むことで能力を上昇させたり、アイテムなどのドロップ率を上げたりできる。ジェムごとに上昇内容やサイズ、カラーが決められており、カラーに応じて大まかな強化個所が判別できる。
またレッド、ブルー、イエローのジェムで未加工の形状のものはボン三兄弟のところで有料で2つのジェムを合成させることができる。その場合混色のようにジェムのカラーで合成後のジェムが変化する。
マナフレームはストーリーを進めるごとにフレーム枠が広がっていき、より多くのジェムを装着させることができる。
レッドジェム
主にHPなどの上昇や武器攻撃の機能強化ができる。原石状なら合成に使用可能。
ブルージェム
主にMPなどの上昇や魔法に関係する能力を強化できる。原石状なら合成に使用可能。
イエロージェム
主に防御力やアイテム使用の強化ができる。原石状なら合成に使用可能。
パープルジェム
主にフィーバーゲージやフィーバー時の必殺技の強化ができる。
オレンジジェム
主に入手経験値などの強化ができる。
グリーンジェム
主にステータス異常防止などの強化ができる
インピュアジェム
プラス効果と同時に何らかのマイナス効果が存在する。

## ストーリー
遥かなる昔、イルージャ島を中心にファディール全土を襲い多くの人命を失った大災厄、その災厄を救ったのが一組の少年少女と一振りの剣だった。時は流れ、今――聖なる剣と聖なる樹が伝説となり世界は徐々に再興の道を歩み始めていた。
これは聖なる樹に守られた子供達と大いなるマナに一度だけ戦いを挑んだ聖なる剣の物語である。

## 登場人物
担当声優は、アプリゲーム『聖剣伝説 ECHOES of MANA』での配役。キャラクター名の英語表記は前者が日本語版・ドイツ語版、後者が英語版。

### 主人公
4人の中から一人を選ぶ、用意されたカラーリングを4つの中から決めることが出来る。主人公によって武具の装備レベル、ステータスの上昇、設定されている重量、速度、サブイベントなどの違いがある。選択されなかったキャラクターは村の住人という形で登場し、仲間になることはない。主人公を選択した時に名前変更可能である。
フリック（Flick / Ferrik）
声 - 畠中祐
緑の国ウェンデル出身で15歳の少年。身長162cm。体重54kg。10年前の大厄災で両親と姉を失い、その後イルージャ島のマナの村で暮らすことになる。かつて命を救ってもらったエルディに憧れ村長モティの元で剣の修行をしていた。衣装は樹の民に順ずるものの金属類のアクセサリなど他国の文化も混じっている。左側の髪の一部を染めているのはエルディの守護聖獣の羽を意識したものである。
ポップ（Pop / Poppen）
砂の国ジャド出身で9歳の男の子。身長92cm。体重32kg。父は大厄災で死別し、母はイルージャ島に移住した後ポップを出産してまもなく死亡しているため本人は両親の顔を知らない。4人の中では最も非力で軽い。
ワンダラー・ニキータ（Wanderer Nikita）
声 - 津田健次郎
年齢不詳、出身は緑の国ウェンデル。身長185cm。体重120kg。風来坊で旅が趣味というニキータ族の変わり者で義理人情に厚い。最近はイルージャ島が気に入ったようで在住している。旅好きゆえにワンダラーの称号をえているようだ。12年前に出会った未亡人ソフィとその子供チビと同居していた時期もあったが、ふたりとも大災厄の時に死亡している。4人の中では一番力が強く、重い。身体も大きいために通行には2キャラ分のスペースが必要となる。
タンブル（Tumble / Tamble）
声 - 田中美海
水の国トップル出身で16歳の少女。身長159cm。体重45kg。かつては旅の楽師の一員として歌や踊りを披露していたが大災厄で両親と弟トビーを失い、その後母の知人であるシームーンと共にイルージャ島に移住した。フリックに力と重さで劣るが技と速さで勝っている。

### マナの村の住人達
主人公達と共にイルージャ島でくらす人々。かつては現村長モティが大災厄の調査のためにイルージャ島に移住したのが始まり。主人公達の冒険の拠点となり、様々な機能や施設が利用できる。
ティス
氷の国ロリマー出身で16歳の少女。両親はマナの研究者だったが大災厄で死別している。身長154cm。体重43kg。そのため彼女は両親が果たせなかった研究を引き継ぐのが夢。母親が樹の民だったため樹の娘としてマナの女神の声を聞くことが出来る力を持ち、劇中テレパシーらしき力で主人公達に語りかけたことも。彼女に頼めば連れて行く精霊の交換を行える。冒頭やサブイベントのためか人使いが荒い印象がある。肌や髪の色はロリマー特有の物だが衣装は樹の民に準じている。
モティ
マナの村の村長、砂の国ジャドリーダーで大災厄前は冒険者として各地を旅していた（その片鱗はサブイベントで確認できる）。誰にでも丁寧口調で話し、物腰も柔らかく信頼も厚い。ストーリーが進むごとに主人公の新しい武器を与えてくれたり、武器の使い方を教えてくれたりする。後の作品のモティの原型となる人物らしいのだが踊っているようなシーンは一切無い。
ワッツ
別名岩石王と呼ばれる火の国イシュの王様で、そのため正確にはマナの村の住人ではない。身長???cm。体重??kg。知り合いのモティに輝石の存在を教え、10年前の大災厄の再来を掲示していたが、実際は無関係。従者のパンサにはつらく当たるがそれは愛情の裏返し。モティからもらえるハンマーは彼お手製のもの。フリックの父とも面識があり幼いフリックとも会った事がある。
パンサ
ワッツの従者。ワッツからは怒鳴られることも多いが、ワッツの大好物であるヒカリゴケを探しに行くなど主君に対する信頼は厚い。
シームーン
マナの村の「銀の人魚亭」の女主人でマーメイド。トップル出身。タンブルの母とは知り合いで、トップルの女王とは親戚に当たる。大災厄で恋人を亡くしていたらしく、主人公に形見を星の湖に捨てるように依頼したこともある。
ミリオネア
銀の人魚亭で雑貨屋を営む。ニキータ族で元はウェンデルの国王だったらしいが、大災厄で全財産を失っている。ニキータ族らしい抜け目のない性格でそれはサブイベントにも現れているが、人情家でもありかつてはワンダラーが店を開くときに協力したこともある。彼の雑貨屋では武器、防具、アイテムの売買の他、アイテム所持数の上限を上げてくれるカバンも販売している。
ボン3兄弟
長男ボン・バルボ、次男ボン・ビルボ、三男ボン・ブルボの3兄弟でイシュの科学者ボン・ボヤジの弟子。彼らのところではジェムの売買や合成などを行うことができ、シナリオ進行ごとにジェムを装着するマナフレームの拡張も行ってくれる。それらの取引は長男バルボが行っている。
アナグマ冒険協会
シナリオを少し進めると開く施設で、アナグマ達が各地の依頼を主人公達に提供してくれる。仕事を請ける時には依頼に応じた情報量が必要。受付のアナグマは人間の言葉を勉強したため、普通に会話できる。
精霊達
シリーズおなじみの8精霊達でマナの村で生活している。村の精霊達は大災厄後に生まれた若い精霊らしい。同じ精霊が複数いたりすることもある。口調は今までと比べるとややシンプルになった。
火の精霊 サラマンダー
攻撃魔法は大爆発で周囲の敵を吹き飛ばすエクスプロード。
サポート魔法は武器攻撃に火だるま効果（一定時間、移動しかできなくなる）を付与するフレイムセイバー。
水の精霊 ウンディーネ
攻撃魔法は十字方向に氷を飛ばすアイススマッシュ。
サポート魔法は武器攻撃に雪だるま効果（一定時間、行動不能）を付与するアイスセイバー。
土の精霊 ノーム
攻撃魔法は斜め4方向の地面から岩を突き上げるアースクエイク。
サポート魔法は武器攻撃に硬化効果（一定時間、物理攻撃不能）を付与するダイヤセイバー。
風の精霊 ジン
攻撃魔法は時計回りに移動する竜巻を巻き起こすエアブラスト。
サポート魔法は武器攻撃に痺れ効果（一定時間、断続的に行動不能）を付与するサンダーセイバー。
木の精霊 ドリアード
攻撃魔法は十字方向にイバラを伸ばすツリーヴァイン。
サポート魔法は状態異常を一定時間防止するオーラウェイブ。発動時に既に状態異常にかかっていた場合、それを解除する効果もある。
月の精霊 ルナ
攻撃魔法は斜め4方向へ光線を放つエナジーボール。
サポート魔法は召喚者のHPを少しずつ回復するライフブースター。
光の精霊 ウィスプ
攻撃魔法は反時計回りに移動する光弾を放つホーリーボール。
サポート魔法は召喚者のHPを一度に回復するヒールライト。ルナのライフブースターに比べ1回の回復量は多いが、全体量では劣る。
闇の精霊 シェイド
攻撃魔法は闇の爆発で周囲の敵を連続攻撃するダークフォース。
サポート魔法は召喚者を一定時間透明化させることで敵の標的にされにくくするインビジブル。
ナナ
ティスと同じ樹の娘。一時的に村からいなくなるティスの代わりに精霊の交換を行うことも。彼女からの4人には会話時の画像が用意されていない。

### その他
マナの王
主人公たちに何度も立ちはだかる謎の男。その正体はマナの女神から生み出された存在で、世界をマナで満たすべく世界を滅ぼしてでも目的を達成しようとした。中盤で主人公から聖剣を奪い取り決戦時では聖剣を武器に主人公と対峙した。
マナのみどりご
マナの王が異界で生み出した存在。本作のラストボス。
トレント
大災厄で消息を絶っていたとされる木の精。後に目覚め主人公に力を貸してくれる。
ガイア
大災厄で消息を絶っていたとされる大地の精。後に目覚めトレントと共に主人公に力を貸してくれる。
凶獣
マナの王が従えるモンスターで正体は、マナの王によって神獣を2体合成させて作られたものであった。「火と風のザンガ（ザン・ビエとダンガード）」「光と木のゲイラム（ライトゲイザーとミスポルム）」「闇と月のゼードル（ゼーブルファーとドラン）」「土と水のランドムンド（ランドアーバーとフィーグムンド）」の計4体存在する。常にバリアのようなもので防御され、聖剣の力がなければ打ち破ることができない。基本的には直前に入手した種類の武器が効くある意味チュートリアル的存在である（逆に直前に入手した武器を使わない場合、攻略が困難であったり無理な場合もある）。
神獣
4体の凶獣から聖剣の力で生れ落ちた存在。属性の数と同じく全部で8体存在するが口調は全く同じである、主人公に世界や物語の背景を教えてくれる。3の時ほど大きくはないが、名前も姿も全く同じである。主人公との会話後、不思議な石を残す。
- 火の神獣ザン・ビエ：ぐれん
- 風の神獣ダンガード：しっぷう
- 光の神獣ライトゲイザー：らいこう
- 木の神獣ミスポルム：たいじゅ
- 闇の神獣ゼーブルファー：とこやみ
- 月の神獣ドラン：えいげつ
- 土の神獣ランドアンバー：こんごう
- 水の神獣フィーグムンド：ばくりゅう

## 備考
本作以降、シリーズ全体の設定変更が少しずつ発生している。すぐにわかる主なものとして地名の『イルージア』が『イルージャ』になっている。

## スタッフ
- 開発：ネクスエンタテインメント
- プロデューサー：石井浩一
- シナリオ原案：加藤正人
- シナリオ：小峰徳司
- キャラクターデザイン：池田奈緒
- パブリシティーイラストレーター：池田奈緒、高橋一彦、吉岡愛理、磯野宏夫
- 音楽：伊藤賢治、岩田匡治、相原隆行
- アニメーション製作：Production I.G

## 評価
『週刊ファミ通』のクロスレビューでは合計36点 (10,10,8,8 / 40) を獲得し、35点以上のソフトが対象となるプラチナ殿堂入りとなった。